# Bataille de Lucka
La bataille de Lucka est un épisode du conflit opposant l'empereur Albert de Habsbourg au margrave de Misnie Frédéric Ier le Mordu et au margrave Thierry IV de Lusace. Elle a eu lieu le 31 mai 1307 près du village de Lucka, dans l'est de la Thuringe.

## Histoire
L'empereur du Saint-Empire Adolphe de Nassau avait fait de la Marche de Misnie un fief impérial après la mort sans héritier de Frédéric Tuta, de la maison de Wettin, en 1291. Adolphe de Nassau et son successeur Albert de Habsbourg revendiquent ce territoire malgré l'opposition des héritiers de la maison de Wettin, Frédéric Ier le Mordu, margrave de la Marche de Misnie depuis 1292, et son frère Thierry IV de Lusace.
Le 31 mai 1307, l'armée de Wettin attaque l'armée d'Albert commandée par Frédéric IV de Nuremberg et la vainc. Cette victoire est une garantie pour la survie de la maison régnante de Wettin. Les troupes de Souabe semblent avoir constitué la plus grande partie de l'armée impériale et l'armée impériale est souvent assimilée aux Souabes.

## Source, notes et références
- (de) Cet article est partiellement ou en totalité issu de l’article de Wikipédia en allemand intitulé « Schlacht bei Lucka » (voir la liste des auteurs).